# Ярошкі (Мазовецьке воєводство)
Ярошкі (пол. Jaroszki) — село в Польщі, у гміні Пйонки Радомського повіту Мазовецького воєводства.
Населення — 197 осіб (2011).

## Демографія
Демографічна структура станом на 31 березня 2011 року:
|          | Загалом | Допрацездатний вік | Працездатний вік | Постпрацездатний вік |
| -------- | ------- | ------------------ | ---------------- | -------------------- |
| Чоловіки | 97      | 22                 | 64               | 11                   |
| Жінки    | 100     | 21                 | 55               | 24                   |
| Разом    | 197     | 43                 | 119              | 35                   |